# Fuchslochhalde, Ruckenhalde, Steighalde
Das Landschaftsschutzgebiet Fuchslochhalde, Ruckenhalde, Steighalde ist ein vom Landratsamt Münsingen am 31. Mai 1955 durch Verordnung ausgewiesenes Landschaftsschutzgebiet auf dem Gebiet der Gemeinde Pfronstetten.

## Lage
Das knapp 57 Hektar große Landschaftsschutzgebiet liegt südlich des Pfronstettener Ortsteils Aichelau. Es umfasst den südexponierten Hang des Tiefentals und zieht sich als schmales Band über mehr als 4 km von der Steighalde im Westen bis zur Ruckenhalde im Osten. Es gehört zum Naturraum Mittlere Flächenalb.

## Landschaftscharakter
Das Tiefental ist ein für die Mittlere Flächenalb typisches Trockental. Der südexponierte Hang wurde früher als Schafweide genutzt. Im zentralen Teil sind insbesondere am Unterhang heute noch einige Flächen als Wacholderheide ausgeprägt. Viele ehemals offene Flächen sind heute mit Sukzessionswäldern bedeckt. Im Westen befindet sich ein ehemaliger Steinbruch. der östliche Teil ist mit Bockwaldbeständen bedeckt. Die Hänge weisen zahlreiche offene Felsbildungen und Blockschutthalden auf.

## Zusammenhängende Schutzgebiete
Die Fuchslochhalde gehört zum FFH-Gebiet Glastal, Großer Buchwald und Tautschbuch.